# 大豆戸町
大豆戸町（まめどちょう）は、日本の神奈川県横浜市港北区の町名。丁目を持たない単独町名である。住居表示未実施区域。

## 地理
町内は菊名七丁目に分断されており、東西に飛び地となっている。
両飛び地の間と南側で菊名に接している。東部の東側では師岡町と鶴見区上の宮に、両飛び地の北側で大倉山に接している。西部の西側では北新横浜と新横浜に、南側で篠原町と篠原北に接している。同町の真ん中の辺りには、東海道新幹線が通っている。

### 字
| - 堀上 - 堀上台 - 安山 - 羽黒 - 塚田 - 道念前 - 下土浮 | - 堤根 - 大西 - 川端 - 会下谷 - 桜田 - 八反野 - 宮狩 |

## 地名の由来
師岡熊野神社に大豆を奉納していたからだとされる。
このほか、地形由来の「真間処」（ままど、くぼんだ場所の意）に「豆」の字を当てたとする説もある。
文字の上では難読ではないが、「大豆」を「まめ」と読むため、馴染みがないと正しく読むことができない。この読み方は当地だけではなく、日本全国に見られる。

## 歴史
- 1889年（明治22年）4月1日 - 町村制が施行されたのに伴い、江戸期の大豆戸村は橘樹郡大綱村の大字「大豆戸」となった[8]。
- 1927年（昭和2年）4月1日 - 大綱村が横浜市に編入され、横浜市大豆戸町となる[9]。
- 1927年（昭和2年）10月1日 - 区制施行により神奈川区が発足し、横浜市神奈川区大豆戸町となる[10]。
- 1939年（昭和14年）4月1日 - 港北区の新設に伴い、横浜市港北区大豆戸町となる[11]。
- 1969年（昭和44年）4月1日 - 行政区の再編に伴い、港北区が再設置され改めて港北区大豆戸町となる[12]。
- 1971年（昭和46年）7月5日 - 住居表示の実施に伴い、大豆戸町の一部を篠原北二丁目に編入、篠原町の一部を大豆戸町に編入[13]。
- 1974年（昭和49年）8月19日 - 住居表示の実施に伴い、鶴見区北寺尾町の一部を編入[14]。
- 1975年（昭和50年）11月6日 - 土地区画整理事業の施行に伴い、大豆戸町の一部を新横浜三丁目に編入[14]。
- 1980年（昭和55年）7月28日 - 住居表示の実施に伴い、大豆戸町の一部を菊名五丁目、菊名六丁目、菊名七丁目に編入[15]。
- 1994年（平成6年）11月6日 - 行政区の再編に伴い、港北区が再設置され改めて港北区大豆戸町となる[16]。
- 2009年（平成21年）10月19日 - 住居表示の実施に伴い、大豆戸町の一部を大倉山七丁目に編入[17]。

## 世帯数と人口
2025年（令和7年）6月30日現在（横浜市発表）の世帯数と人口は以下の通りである。
| 町名     | 世帯数    | 人口     |
| -------- | --------- | -------- |
| 大豆戸町 | 7,760世帯 | 15,279人 |

### 人口の変遷
国勢調査による人口の推移。
| 年                 | 人口   |
| ------------------ | ------ |
| 1995年（平成7年）  | 11,659 |
| 2000年（平成12年） | 12,316 |
| 2005年（平成17年） | 13,646 |
| 2010年（平成22年） | 14,218 |
| 2015年（平成27年） | 14,389 |
| 2020年（令和2年）  | 14,967 |

### 世帯数の変遷
国勢調査による世帯数の推移。
| 年                 | 世帯数 |
| ------------------ | ------ |
| 1995年（平成7年）  | 4,754  |
| 2000年（平成12年） | 5,250  |
| 2005年（平成17年） | 5,889  |
| 2010年（平成22年） | 6,354  |
| 2015年（平成27年） | 6,756  |
| 2020年（令和2年）  | 7,237  |

## 学区
市立小・中学校に通う場合、学区は以下の通りとなる（2024年11月時点）。
| 番地 | 小学校               | 中学校             |
| --- | -------------------- | ------------------ |
| 1〜66番地、70〜81番地 946〜949番地、952〜1042番地 | 横浜市立大綱小学校   | 横浜市立大綱中学校 |
| 67〜69番地、82〜315番地 317〜328番地、331〜344番地 346〜350番地、372〜373番地 388〜389番地、393〜415番地 418番〜426番地、1108番地                                         | 横浜市立菊名小学校   | 横浜市立大綱中学校 |
| 1129〜1130番地 | 横浜市立菊名小学校   | 横浜市立篠原中学校 |
| 1131〜1222番地 | 横浜市立大豆戸小学校 | 横浜市立篠原中学校 |
| 316番地、330番地、345番地 351〜371番地、374〜387番地 390〜392番地 416番地、417番地 427〜945番地、950〜951番地 1043〜1107番地、1109〜1128番地 1223〜1248番地、1250番地以降 | 横浜市立大豆戸小学校 | 横浜市立大綱中学校 |

## 事業所
2021年（令和3年）現在の経済センサス調査による事業所数と従業員数は以下の通りである。
| 町名     | 事業所数  | 従業員数 |
| -------- | --------- | -------- |
| 大豆戸町 | 317事業所 | 5,392人  |

### 事業者数の変遷
経済センサスによる事業所数の推移。
| 年                 | 事業者数 |
| ------------------ | -------- |
| 2016年（平成28年） | 278      |
| 2021年（令和3年）  | 317      |

### 従業員数の変遷
経済センサスによる従業員数の推移。
| 年                 | 従業員数 |
| ------------------ | -------- |
| 2016年（平成28年） | 3,758    |
| 2021年（令和3年）  | 5,392    |

### 主な企業
- アマノ本社
- ケルヒャージャパン本社

## 施設

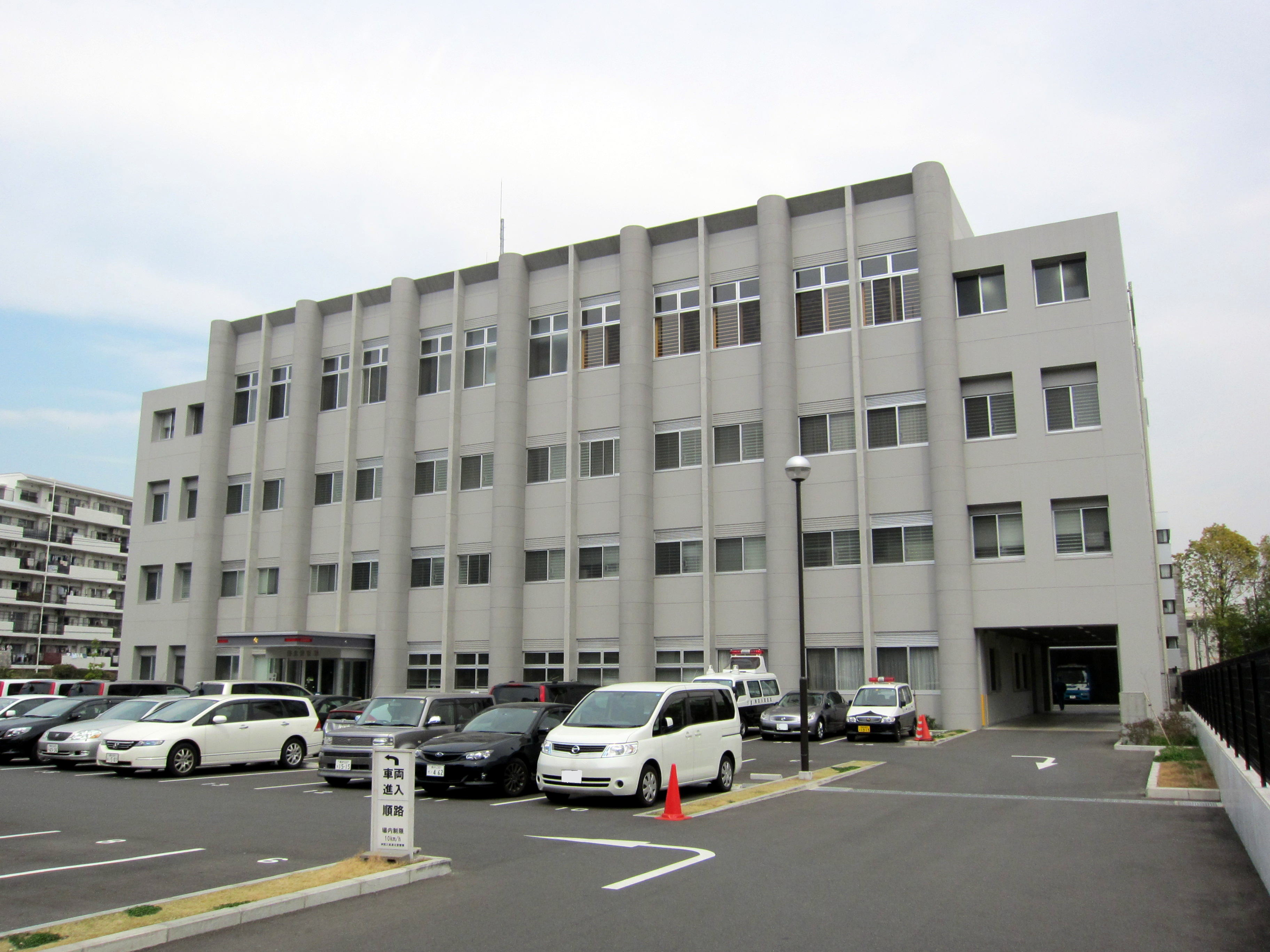
港北警察署

東地区
- 港北区総合庁舎
  - 港北区役所
  - 横浜市港北公会堂
- 横浜市港北消防署

西地区
- 横浜市交通局港北営業所
- 神奈川県港北警察署
- 神奈川税務署
- 港北年金事務所
- 横浜市港北スポーツセンター
- 横浜市資源循環局港北事務所
- 横浜市立大豆戸小学校

## 出身・ゆかりのある人物
- 磯野庸幸（神奈川県多額納税者、ラジオ関東社長、貴族院議員） - 上郎清助の弟。
- 上郎清助（神奈川県多額納税者、資産家、貴族院議員） - 旧姓は吉田。
- 椎橋宗輔（神奈川県会議員、大綱村村長）
- 椎橋淳一（医師[27][28]、椎橋家第8代当主[29]）
- 椎橋仁助（地主[27][28]、農業、椎橋家第7代当主[29]）
- 椎橋量平（酒商）[28]
- 吉田三郎兵衛（醤油製造業）[30]

## その他

### 郵便番号
- 222-0032[3]（集配局：港北郵便局[31]）

### 警察
町内の警察の管轄区域は以下の通りである。
| 番地 | 警察署     | 交番         |
| ---- | ---------- | ------------ |
| 全域 | 港北警察署 | 菊名駅前交番 |